# Personagramm
Ein Personagramm ist eine Akte des Verfassungsschutzes oder der Polizei zu einer einzelnen Person.
Sie wird insbesondere für Gefährder angelegt und ständig aktualisiert. Zu den Inhalten zählen u. a. Staatsangehörigkeit, Familienstand, Wohnsitze und das persönliche Umfeld des Betroffenen. Diese Informationen werden z. B. dafür eingesetzt, um Gefährder als mögliche Täter für sich ereignete Terroranschläge ausschließen zu können.